# 久保藤次郎
久保 藤次郎（くぼ とうじろう、1999年4月5日 - ）は、愛知県岡崎市出身のプロサッカー選手。Jリーグ・柏レイソル所属。ポジションはミッドフィールダー（MF）。日本代表。

## 来歴
中学時代は名古屋グランパスエイトのグランパスみよしFCに在籍していた。帝京大可児高校では3年次に全国高等学校サッカー選手権大会に参加した。高校卒業後は中京大学に進学。
2021年6月8日、2022年シーズンからの藤枝MYFC加入内定が発表された。また同月17日には特別指定選手に承認された。同月26日、J3第13節のテゲバジャーロ宮崎戦で途中出場し、Jリーグデビューを果たした。9月19日、J3第19節の福島ユナイテッドFC戦でJリーグ初ゴールを決めた。
2023年7月26日、名古屋グランパスへ完全移籍。2024年シーズンは、開幕戦こそ右MFのポジションで先発出場したが次第に不調となる。4月頃には長谷川監督が「こちらの求めているプレーには達していない」として激励を受けるほどとなった。
2024年8月14日、サガン鳥栖への期限付き移籍移籍が発表された。
同年末、2025年シーズンからの柏レイソルへの完全移籍が発表された。

## 人物
- 後輩から慕われるタイプである。名古屋に在籍時には、3歳年下の中島大嘉から「舎弟」扱いされている。その中島から移籍先の相談を受けた際には、丁寧なアドバイスを送っている[9]。

## 所属クラブ
- FCヴェルダン
- 2012年 - 2014年 グランパスみよしFC
- 2015年 - 2017年 帝京大学可児高等学校
- 2018年 - 2021年 中京大学
  - 2021年6月 - 同年12月  藤枝MYFC（特別指定選手）
- 2022年 - 2023年7月  藤枝MYFC
- 2023年7月 - 2024年  名古屋グランパス
  - 2024年8月 - 同年12月  サガン鳥栖（期限付き移籍）
- 2025年 -  柏レイソル

## 個人成績
| 国内大会個人成績 | 国内大会個人成績 | 国内大会個人成績 | 国内大会個人成績 | 国内大会個人成績 | 国内大会個人成績 | 国内大会個人成績 | 国内大会個人成績 | 国内大会個人成績 | 国内大会個人成績 | 国内大会個人成績 | 国内大会個人成績 |
| 年度             | クラブ           | 背番号           | リーグ           | リーグ戦         | リーグ戦         | リーグ杯         | リーグ杯         | オープン杯       | オープン杯       | 期間通算         | 期間通算         |
| 年度             | クラブ           | 背番号           | リーグ           | 出場             | 得点             | 出場             | 得点             | 出場             | 得点             | 出場             | 得点             |
| 日本             | 日本             | 日本             | 日本             | リーグ戦         | リーグ戦         | リーグ杯         | リーグ杯         | 天皇杯           | 天皇杯           | 期間通算         | 期間通算         |
| ---------------- | ---------------- | ---------------- | ---------------- | ---------------- | ---------------- | ---------------- | ---------------- | ---------------- | ---------------- | ---------------- | ---------------- |
| 2018             | 中京大学         | 24               | -                | -                | -                | -                | -                | 2                | 0                | 2                | 0                |
| 2021             | 藤枝             | 49               | J3               | 6                | 2                | -                | -                | -                | -                | 6                | 2                |
| 2022             | 藤枝             | 24               | J3               | 30               | 10               | -                | -                | 1                | 0                | 31               | 10               |
| 2023             | 藤枝             | 24               | J2               | 27               | 5                | -                | -                | 0                | 0                | 27               | 5                |
| 2023             | 名古屋           | 20               | J1               | 8                | 1                | 3                | 1                | 1                | 0                | 12               | 2                |
| 2024             | 名古屋           | 25               | J1               | 13               | 1                | 3                | 0                | 1                | 0                | 17               | 1                |
| 2024             | 鳥栖             | 24               | J1               | 7                | 2                | -                | -                | 0                | 0                | 7                | 2                |
| 2025             | 柏               | 24               | J1               |                  |                  |                  |                  |                  |                  |                  |                  |
| 通算             | 日本             | 日本             | J1               | 28               | 4                | 6                | 1                | 2                | 0                | 36               | 5                |
| 通算             | 日本             | 日本             | J2               | 27               | 5                | -                | -                | 0                | 0                | 27               | 5                |
| 通算             | 日本             | 日本             | J3               | 36               | 12               | -                | -                | 1                | 0                | 37               | 12               |
| 通算             | 日本             | 日本             | 他               | -                | -                | -                | -                | 2                | 0                | 2                | 0                |
| 総通算           | 総通算           | 総通算           | 総通算           | 91               | 21               | 6                | 1                | 5                | 0                | 102              | 22               |

- 2021年は特別指定選手

出場歴
- Jリーグ初出場 - 2021年6月26日 J3第13節・テゲバジャーロ宮崎戦（藤枝総合運動公園サッカー場）
- Jリーグ初得点 - 2021年9月19日 J3第19節・福島ユナイテッドFC戦（藤枝総合運動公園サッカー場）

## タイトル

### 代表
- EAFF E-1サッカー選手権：1回（2025年）

### 個人
- J3リーグ月間MVP：1回（2022年7月）

## 代表歴

### 出場大会
- 日本代表
  - EAFF E-1サッカー選手権（2025年）

### 試合数
- 国際Aマッチ 1試合 0得点（2025年 - ）

| 日本代表 | 国際Aマッチ | 国際Aマッチ |
| 年       | 出場        | 得点        |
| -------- | ----------- | ----------- |
| 2025     | 1           | 0           |
| 通算     | 1           | 0           |

### 出場
| No. | 開催日       | 開催都市 | スタジアム         | 対戦国 | 結果 | 監督   | 大会                       |
| --- | ------------ | -------- | ------------------ | ------ | ---- | ------ | -------------------------- |
| 1.  | 2025年7月8日 | 龍仁     | 龍仁ミルスタジアム | 香港   | ○6-1 | 森保一 | EAFF E-1サッカー選手権2025 |